# Tlaltenango, Puebla
Tlaltenango är en kommunhuvudort i Mexiko.   Den ligger i kommunen Tlaltenango och delstaten Puebla, i den sydöstra delen av landet, 90 km öster om huvudstaden Mexico City. Tlaltenango ligger 2 213 meter över havet och antalet invånare är 5 809.
Terrängen runt Tlaltenango är en högslätt, och sluttar österut. Runt Tlaltenango är det tätbefolkat, med 709 invånare per kvadratkilometer. Närmaste större samhälle är Cholula, 12,6 km söder om Tlaltenango. Omgivningarna runt Tlaltenango är en mosaik av jordbruksmark och naturlig växtlighet.